# Uroš Radaković
Uroš Radaković (Servisch: Урош Радаковић) (Novi Sad, 31 maart 1994) is een Servisch voetballer die doorgaans speelt als centrale verdediger. In juli 2025 verruilde hij Sivasspor voor FC Nantes.

## Clubcarrière
Radaković speelde in de jeugd van Rode Ster Belgrado, maar debuteerde in 2011 voor Proleter Novi Sad in het professionele voetbal. De verdediger speelde zeventien competitiewedstrijden in het eerste elftal van Proleter. In de zomer van 2012 verkaste Radaković naar het Italiaanse Bologna, waarbij hij tot medio 2017 tekende. Hij kwam in eerste instantie alleen uit in de Coppa Italia of het reserveteam. Op 30 januari 2014 werd besloten de Serviër voor een half jaar te stallen bij Novara. In de zomer van 2015 huurde Sigma Olomouc de Serviër voor twee seizoenen.
Na afloop van deze verhuurperiode was ook zijn verbintenis bij Bologna afgelopen en hierop verkaste hij transfervrij naar Sigma. Een jaar later nam Sparta Praag de Serviër over en hij tekende een contract voor drie seizoenen in de Tsjechische hoofdstad. Tussen september 2019 en juli 2021 werd de verdediger achtereenvolgens verhuurd aan FK Orenburg, Astana en Wisła Kraków. Na die laatste verhuurperiode vertrok hij transfervrij naar Arsenal Toela. Medio 2022 verkaste Radaković naar Ankaragücü, waar hij voor een jaar tekende. In juni 2023 werd zijn aflopende verbintenis opengebroken en met een jaar verlengd. Radaković zag zijn contract hierop aflopen en tekende bij Sivasspor. Een jaar later ging de Serviër voor FC Nantes voetballen, waar hij een contract tot medio 2027 tekende.